# 查尔斯塔珀爵士中学
查尔斯塔珀爵士中学（英語：Sir Charles Tupper Secondary School）是加拿大卑诗省温哥华中部的一所公立中学。该中学以加拿大历史任期最短的第6任总理查尔斯·塔珀的名字命名。

## 历史
查尔斯塔珀爵士中学始建于1959年。目前约有学生1000人。2009年9月29日举办过成立50周年校庆。
2003年11月，一名17岁的学生放学后在学校内被谋杀。

## 相关学校
查尔斯塔珀爵士中学招生的小学包括：
- 大卫利文斯顿小学
- 佛罗伦萨南丁格尔小学
- 布鲁克将军小学
- 理查德麦克布莱德小学
- 查尔斯·狄更斯小学
- 查尔斯·狄更斯附小
- 理查德·麦克布赖德爵士附小
- 沃尔夫将军小学

## 运动
查尔斯塔珀爵士中学以学生运动成绩优异著称。2009至2010年学年，取得温哥华中学联赛摔跤、男篮、男排的冠军。男篮更是终结了基斯兰诺中学之前的8连冠。
学校在整个学年组织各种各样的运动，包括秋季的排球，橄榄球，越野和羽毛球，冬季的篮球和摔跤，以及橄榄球，足球，排球，垒球，网球，田径等。 春季/夏季终极飞盘。

## 著名校友
- 朱小荪，第30任温哥华警察局局长，温哥华警察局首任华裔局长。
- 李美贞，CTV韩裔女主播。
- 达沃·麦凯，前棒球运动员，现任圣路易红雀队主教练。
- 高力勤，加拿大卑诗省本拿比市长。
- 石俊，加拿大第42任国防部长。